# 우레시노정 (사가현)
우레시노정(嬉野町)은 일본 사가현 서남부 나가사키현과 경계에 위치했던 정이며, 후지쓰군에 속했다. 
2006년 1월 1일, 인접한 후지쓰군 시오타정과 신설합병, 시로 승격해 폐지되었다.

## 지리
사가현 남서부 후지쓰군을 구성하는 세 개의 마을 중 하나였다. 마을의 남쪽은 산지, 북쪽은 시오타강 유역이며, 마을의 중심은 이 유역에 있다.

## 역사
"히젠국풍토기』에 후지쓰군(藤津郡)의 시오타강(塩田川) 동쪽에 온천이 있다고 기록되어 있는데, 이것이 우레시노 온천을 가리키는 것일 가능성이 있다. '우레시노'는 진구황후가 삼한정벌을 마치고 온천에서 피로를 풀 때 '우레시노(嬉野)'라고 말한 데서 유래했다는 전설이 있다. 하지만 '우레시노'의 문헌상 첫 등장은 중세시대이다. 에도 시대에는 나가사키 가도의 역참 마을로도 번영했다.
- 1889년 4월 1일 - 니시우레시노촌, 히가시우레시노촌, 요시다촌이 성립하였다.
- 1929년 4월 22일 - 정으로 승격해 우레시노정이 되었다.
- 1933년 4월 1일 - 우레시노정과 히가시우레시노촌이 합병해 우레시노정이 되었다.
- 1955년 4월 1일 - 시오타정과 합병해, 우레시노정으로 승격하였다.

## 행정
- 다니구치 타이치로 (谷口太一郎) (1991년 5월 1일부터 2005년 5월말까지

## 교통

### 철도
1915년부터 1931년까지 히젠 전기철도가 지나갔지만, 마을이 소멸할 당시에는 마을 내에 철도가 존재하지 않았다.
2022년 9월 23일 니시큐슈 신칸센이 개통되어, 옛 마을 지역(현 우레시노시 지역)에 우레시노 온센역이 설치되었다

### 도로
- 나가사키 자동차도
- 국도 34호선